# Hypothetische planeet
Een hypothetische planeet is een planeet waarvan het bestaan wordt vermoed, maar niet of nog niet is bewezen. Een bewijs moet op waarnemingen zijn gebaseerd, een vermoeden is op waarnemingen gebaseerd die onvoldoende zijn voor een bewijs. Die waarnemingen zijn bijvoorbeeld het grote aantal kometen dat vanuit de Oortwolk naar de binnenste regionen van het zonnestelsel komen of veranderingen in de lichtkracht en het 'wiebelen' van sterren, onder mogelijk de invloed van exoplaneten. Er zijn verschillende methoden om exoplaneten te vinden.